# Sandra Warfield
Sandra Warfield, geb. Flora Jean Bornstein, (Kansas City, 8 juni 1921 - Manhattan, 29 juni 2009) was een Amerikaans mezzosopraan operazangeres.
Bornstein studeerde muziek in Kansas City en maakte haar podiumdebuut bij de "Los Angeles Civic Light Opera" in de jaren 40. Haar operadebuut bij de Metropolitan Opera maakte zij in 1953 in Le nozze di Figaro. Zij leerde er de tenor James McCracken kennen en trouwde met hem, nadat zij gescheiden was van haar eerste echtgenoot Frank Warfel. Het paar trok vervolgens naar Europa, waar zij zongen bij de Opera van Zürich.
In de jaren 60 keerden zij terug naar de Verenigde Staten en Warfield ging opnieuw aan de slag bij de Met. Zij zong er onder meer de rol van Ulrica in Giuseppe Verdi's Un ballo in maschera, Berta in De barbier van Sevilla van Gioacchino Rossini, Marcellina in Le nozze di Figaro, Maddalena in Rigoletto van Verdi en Erda in Richard Wagners Siegfried.
Haar laatste rol was die van Delilah in Samson en Delilah van Camille Saint-Saëns. In 1971 stopte zij met opera en nadien zong zij nog voor cabaret. Warfield stierf in juni 2009 na een beroerte.